# Galina Gopczenko
Galina Pietrowana Gopczenko z domu Bieriesławska (ros. Галина Петро́вна Гопченко (Береславска), ur. 26 maja 1948) – radziecka lekkoatletka, specjalistka skoku w dal, medalistka halowych mistrzostw Europy z 1976.
Zdobyła brązowy medal w skoku w dal na halowych mistrzostwach Europy w 1976 w Monachium, przegrywając jedynie ze swą koleżanką z reprezentacji Lidiją Ałfiejewą i Jarmilą Nygrýnovą z Czechosłowacji.
Była brązową medalistką mistrzostw ZSRR w skoku w dal w 1975.
Jej rekord życiowy w tej konkurencji na otwartym stadionie wynosił 6,45 m (30 czerwca 1975 w Kijowie), a w hali 6,48 m (22 lutego 1976 w Monachium).